# William Dealtry
William Dealtry (1775–1847) est un pasteur anglais aux opinions évangéliques, devenu archidiacre de Surrey et membre de la Royal Society.

## Biographie
Il est le fils cadet d'une vieille famille du Yorkshire, dont il hérite à la mort de son père une petite propriété foncière. Il entre à St Catharine Hall, Cambridge, alors qu'il est assez jeune, et part rapidement au Trinity College. Il est deuxième wrangler et deuxième prix Smith en 1796, et membre de Trinity de 1798 jusqu'à son mariage en 1814. Il obtient un MA en 1799, un BD en 1812 et un DD en 1829  .
Il occupe pendant quelques années la cure de Watton-at-Stone dans le Hertfordshire. En 1802, il est modérateur dans les examens de l'université. Lors de la fondation de l'East India College dans le Hertfordshire (Haileybury), il est nommé professeur de mathématiques. Il est élu membre de la Royal Society en 1811 .
En 1813, à la mort du Rév. John Venn (prêtre), Dealtry est nommé recteur de Clapham. Appartenant au parti évangélique de l'Église d'Angleterre, il prend part à la controverse qui s'élève sur la formation en 1810-12 de la British and Foreign Bible Society, qu'il soutient .
Le 25 février 1830, Dealtry reçoit une stalle prébendale à la cathédrale de Winchester et est nommé chancelier du diocèse ; en 1845, il est nommé archidiacre de Surrey. Il meurt à Brighton le 15 octobre 1847.

## Œuvres
En 1810, Dealtry publie The Principles of Fluxions, un manuel. Il publie également des sermons et des pamphlets, ainsi que des brochures pour la défense de la British and Foreign Bible Society .